# Музейний туризм
Музейний туризм — різновид туризму, специфіка якого полягає у використанні туристського потенціалу музеїв і територій, які до них прилягають.

## Мета
Музей — це культурно-освітні та науково-дослідні заклади, призначені для вивчення, збереження та використання пам'яток природи, матеріальної й духовної культури, залучення громадян до надбань національної й світової історико-культурної спадщини. За своїм профілем музеї поділяються на такі види:
- історичні,
- археологічні,
- краєзнавчі,
- природничі,
- літературні,
- мистецькі або художні,
- етнографічні,
- технічні,
- галузеві тощо.

Співробітництво музеїв і туризму ґрунтується на формуванні системи історико-культурних і природних територій. Розвиток цих територій забезпечується акумульованим у музеях історико-культурною спадщиною, що виступає як чинник соціокультурного і туристського розвитку окремих регіонів. Перед організаторами музейного туризму стоїть ряд специфічних завдань: визначення туристської спеціалізації музею і формування постійного туристського потоку в музеї, складання туристської програми й маршруту, формування пакета рекламної продукції, пошук нових джерел фінансування.

## Створення міжнародної організації для розвитку музеїв
У 1946 році була створена міжнародна організація ICOM (International Council of Museums) для підтримки та розвитку діяльності музеїв. Ця організація охоплює понад 27 000 учасників зі 115 країн світу і тісно співпрацює з ЮНЕСКО та іншими міжнародними організаціями.

## Відомі мистецькі музеї світу
- Музеї Ватикану, Ватикан
- Лувр, Париж, Франція
- Британський музей, Лондон, Велика Британія
- Національний музей Прадо, Мадрид, Іспанія
- Музей мистецтва Метрополітен, Нью-Йорк, США
- Музей Гуггенгайма, Більбао, Іспанія
- Державний музей (Рейксмузеум), Амстердам, Нідерланди
- Ермітаж, Санкт-Петербург, Росія
- Львівська національна галерея мистецтв, Львів, Україна
- Каподімонте, Неаполь, Італія
- Уффіці, Флоренція, Італія
- Музей д'Орсе, Париж, Франція
- Дрезденська картинна галерея, Дрезден, Німеччина
- Бостонський музей образотворчих мистецтв, Бостон, США